# Hypsibius scabropygus
Hypsibius scabropygus är en djurart som tillhör fylumet trögkrypare, och som beskrevs av Cuénot 1929. Hypsibius scabropygus ingår i släktet Hypsibius och familjen Hypsibiidae. Inga underarter finns listade i Catalogue of Life.